# هانس اندرسون
هانس اندرسون (ایتالیایی: Hans Andresen; ۳ اکتبر ۱۹۲۷ – ۷ فوریهٔ ۲۰۱۴) دوچرخه‌سوار اهل دانمارک بود.
وی در مسابقات کشوری و بین‌المللی در مجموع برندهٔ ۱ مدال نقره شده‌است.